# Plateau Nechako
Il Plateau Nechako è la suddivisione più settentrionale dell'Interior Plateau, una delle più importanti regioni geografiche della provincia canadese della Columbia Britannica.

## Descrizione
Si estende sul bacino del fiume Nechako e dei suoi affluenti Stuart River e Endako River, ed è delimitato a sud dal fiume West Road River (o Blackwater River), a sud del quale si trova il Plateau Chilcotin, e nord dal fiume Nation River e dalle valli del Lago Babine e Lago Takla, oltre i quali si trovano le Omineca Mountains (N) e le Skeena Mountains (NW). A ovest tocca varie catene montuose delle Hazelton Mountains, mentre a est è delimitato dal passo tra la città di Prince Geoge e il ramo Parsnip del Lago Williston, oltre il quale si trova il Plateau McGregor che costeggia la parte settentrionale delle Montagne Rocciose.
Qualche sistema di classificazione include anche l'area pianeggiante a est del fiume Fraser oltre la città di Prince George; quest'area è contigua alle pendici più settentrionale del Quesnel Highland e dei Monti Cariboo.

## Suddivisioni
Il Plateau Nechako è ufficialmente suddiviso in quattro sotto-catene:
- Fawnie Range
- Nechako Range
- Quanchus Range
- Telegraph Range

Le catene Fawnie, Nechako e Telegraph sono formate da basse colline, mentre il Quanchus Range è una sorta di penisole montuosa all'interno della Nechako Reservoir, un'antica catena di laghi. La maggior parte di quest'area si trova all'interno della Tweedsmuir North Provincial Park and Protected Area.

## Geologia
Il Plateau Nechako è stato formato dal flusso lavico che scorreva al di sopra di antiche rocce vulcaniche e sedimentarie. Le glaciazioni hanno poi inciso la struttura rocciosa trasformandola in colline ondulate.
Il Canyon Nechako, detto anche Gran Canyon del Nechako, si trova ora all'interno della Nechako Canyon Protected Area per il suo paesaggio formato dal corso del fiume Nechako che ha inciso la lava del plateau formando pinnacoli e dirupi. Inizia allo sbocco della Nechako Reservoir alla Kenny Dam e termine alle cascate chiamate Cheslatta Falls, un salto di 18 m nell'ultimo tratto del fiume Cheslatta.